# Myotis bakeri
Myotis bakeri — вид рукокрилих ссавців роду нічниць (Myotis) родини лиликових (Vespertilionidae), ендемік Перу. Видовий епітет вшановує Роберта Дж. Бейкера (англ. Robert J. Baker), визнаючи його видатний внесок у мамологію.

## Опис
Myotis bakeri зовні нагадує M. atacamensis, але його можна відрізнити від цього виду та всіх інших споріднених південноамериканських за унікальним набором зовнішніх та краніодентальних якісних та кількісних ознак. Зокрема, новий вид має: шовковисте хутро; спинний волосяний покрив сильно двоколірний, з основами мумієвого коричневого (2/3) та кінчиками крушинового коричневого кольору (1/3 загальної довжини шерсті); округла потилична область; низький, слабо розвинений сагітальний гребінь; та ін.. 

## Поширення
Мешкає в низинних посушливих регіонах на північному та центральному узбережжі західного Перу.